# Cabañas de la Sagra (kommunhuvudort)
Cabañas de la Sagra är en kommunhuvudort i Spanien. Den ligger i provinsen Toledo och regionen Kastilien-La Mancha, i den centrala delen av landet, 50 km söder om huvudstaden Madrid. Cabañas de la Sagra ligger 551 meter över havet och antalet invånare är 1 767.
Terrängen runt Cabañas de la Sagra är platt. Runt Cabañas de la Sagra är det ganska tätbefolkat, med 120 invånare per kvadratkilometer. Närmaste större samhälle är Toledo, 17,7 km söder om Cabañas de la Sagra. Trakten runt Cabañas de la Sagra består till största delen av jordbruksmark.